# Ikole

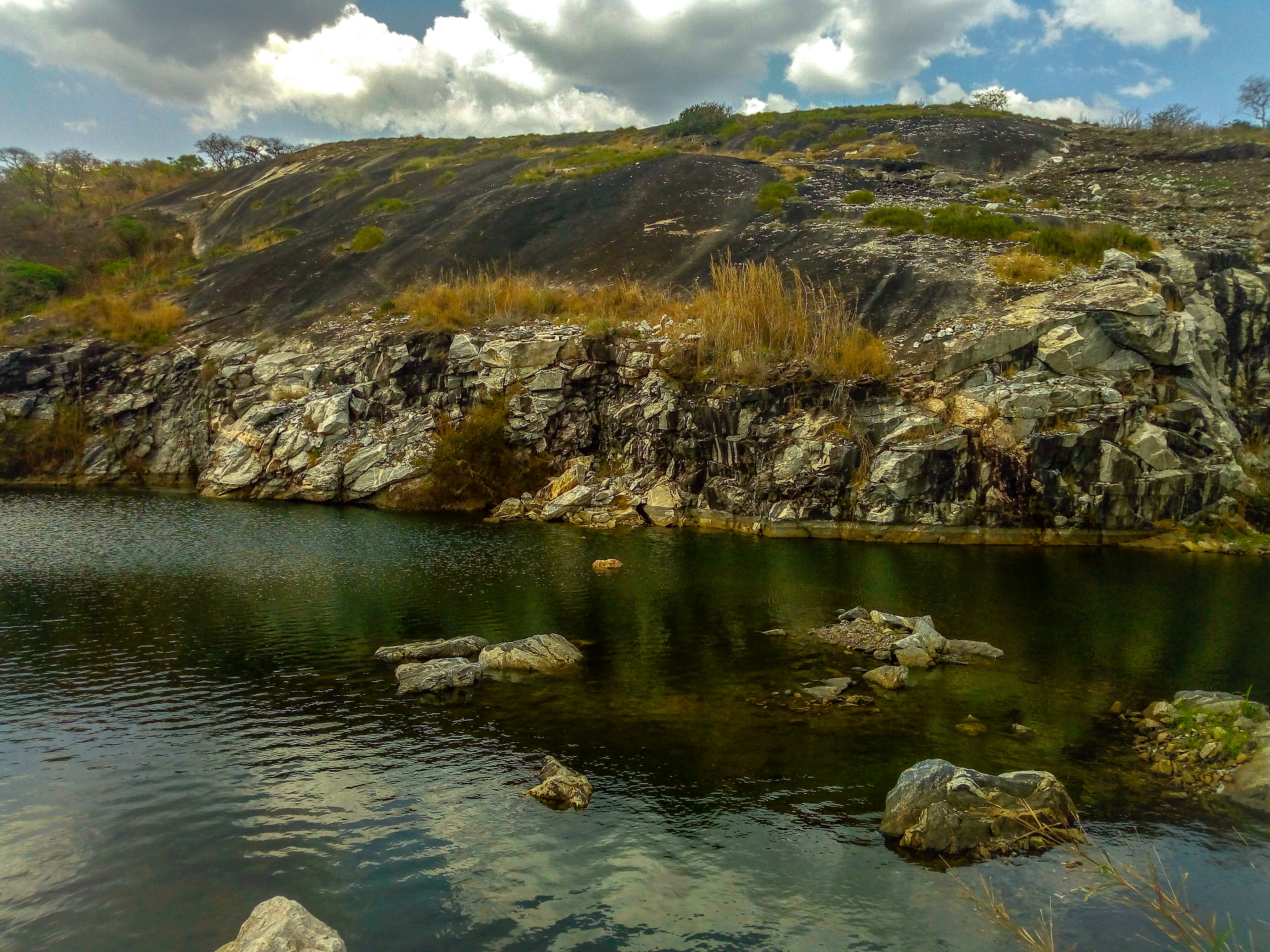
Plan d'eau reposant à Ikole. Les étudiants viennent s'y divertir. Février 2018.

Ikole est une zone de gouvernement local de l'État d'Ekiti au Nigeria,.
Le souverain traditionnel d'Ikole porte le titre d'Elekole d'Ikole.

## Source
- (en) Cet article est partiellement ou en totalité issu de l’article de Wikipédia en anglais intitulé « Ikole » (voir la liste des auteurs).